# Carl Ludwig Kuhbeil

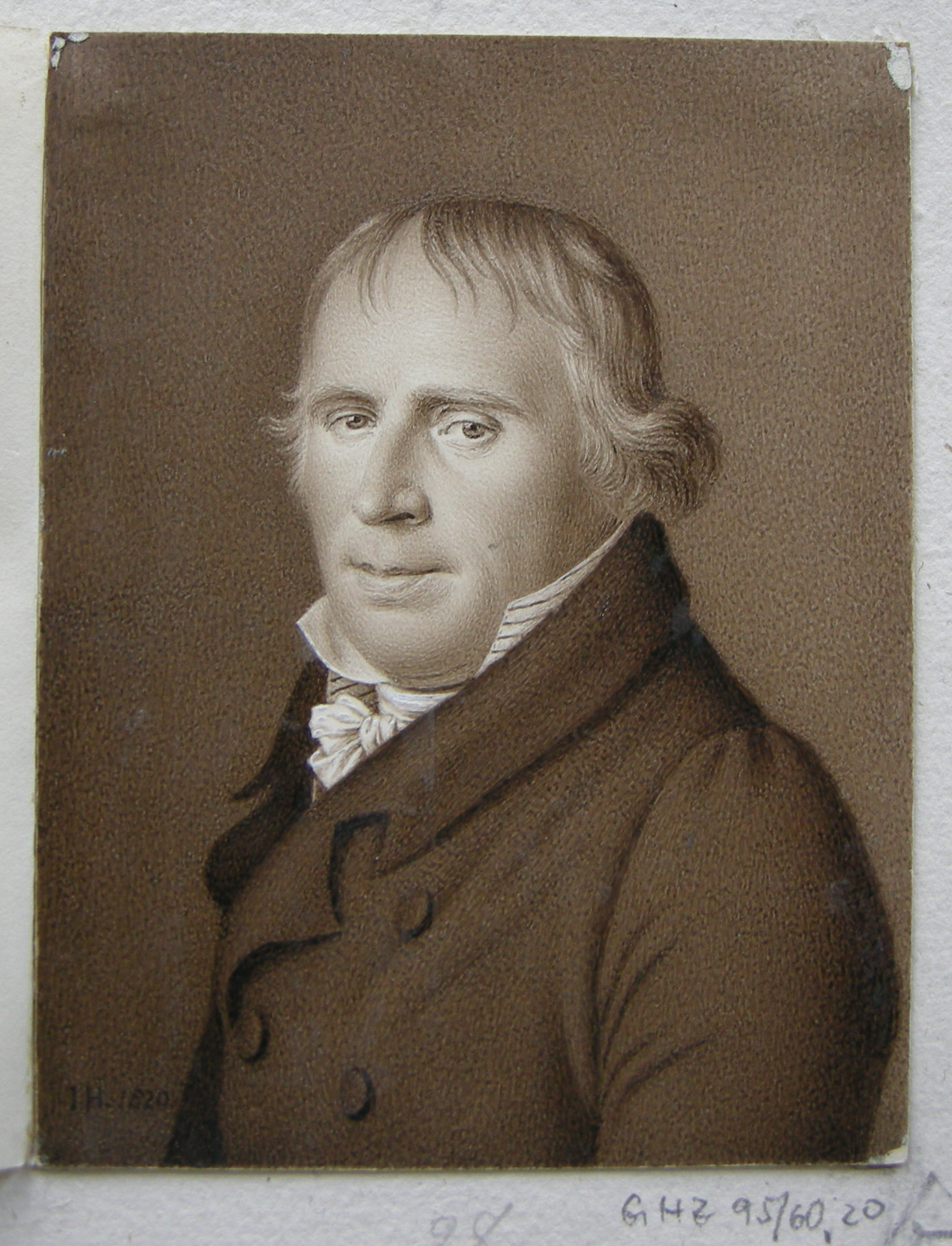
Carl Ludwig Kuhbeil von Johann Heusinger

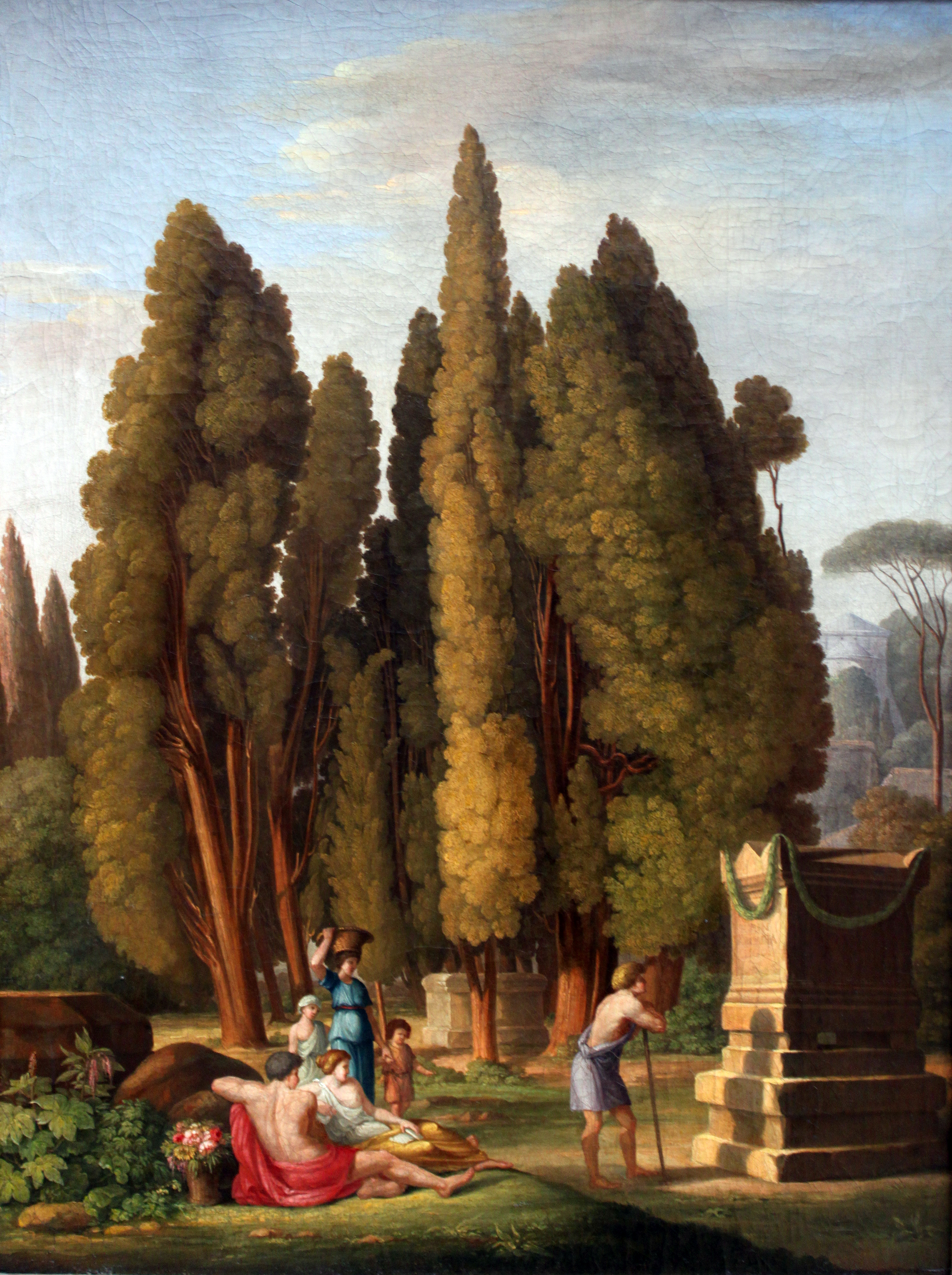
Heiliger Hain, Gemälde von Carl Ludwig Kuhbeil, 1812

Carl Ludwig Kuhbeil (* 28. November 1766 in Berlin; † 18. April 1823 ebenda) war ein deutscher Zeichner, Maler und Radierer. 

## Leben und Werk
Carl Ludwig Kuhbeil nahm 1780 an der Zeichenklasse der Akademie der Künste in Berlin teil und studierte dort auch von 1788 bis 1789 und 1795. 1805 wurde er zum Professor ernannt und lehrte von 1807 bis 1820 das Fach Freihandzeichnen an der Kunst- und Gewerkschule in Berlin. 1816 wurde er von der Akademie zum ordentlichen Mitglied ernannt und 1819 zum Mitglied des Senats. Ab 1788 beteiligte er sich regelmäßig an den Ausstellungen der Akademie mit Gemälden, die christliche und mythologische Motive zeigten. 1822 reiste er nach Italien und besuchte Florenz und Rom. Dort schuf er 57 Blätter mit Studien nach alten florentinischen Malern sowie zwölf Radierungen mit Ansichten aus dem antiken Rom und der Umgebung. Gelegentlich malte er auch Porträts. Sein Werk umfasst Ölgemälde, Aquarelle, Glasgemälde, Zeichnungen und Radierungen mit Darstellungen aus der griechischen Geschichte, Landschaften und Architekturstücke. 